# Jens Lund (rektor)
Jens Lund (født 14. august 1932 i Østofte på Lolland, død 11. februar 2020) var en dansk gymnasielærer. Han blev som 36-årig landets yngste gymnasierektor som rektor for Skive Gymnasium, da det blev oprettet i 1968, og blev på posten i 29 år til sin pensionering i 1997.

## Karriere
Jens Lund blev født 1932 i Østofte som en af fire sønner i et landmandshjem. Faren var klar over, at de ikke allesammen kunne ernære sig i landbruget, og Jens kom derfor i mellemskole for at blive sporet ind på en anden levevej. I et senere interview med Skive Folkeblad fortalte han, at han i begyndelsen længtes tilbage til livet på gården, men efterhånden blev han glad for at gå i skole. Han blev student fra Maribo Gymnasium i 1950. 1959 blev han cand.mag. i engelsk og gymnastik fra Københavns Universitet og Danmarks Højskole for Legemsøvelser. Han blev straks derefter ansat som lærer på Viborg Katedralskole og var der indtil 1968, hvor han som 36-årig blev ansat som rektor for det helt nystartede Skive Gymnasium. Han var på det tidspunkt Danmarks yngste gymnasierektor. Han forblev som rektor for institutionen i de følgende 29 år indtil sin pension i 1997. I den periode skete en gevaldig udvikling med Skive Gymnasium, der fra 1972 også omfattede en hf-afdeling. Mangeartede forsøg med studieuger, edb-undervisning, elevdemokrati og meget andet gjorde Skive kendt i datidens gymnasieverden.

## Privatliv
Jens Lund boede siden 1969 i et landsted i Højslev, som han købte, da han blev rektor ved Skive Gymnasium. Han giftede sig i 1989 med Birgit Møller. De havde sammen sønnen Rasmus Lund, der også blev gymnasielærer og i 2018 debuterede som forfatter.
Jens Lund er optaget i Kraks Blå Bog.